# مارتن سورنسن
مارتن سورنسن (بالدنماركية: Martin Sørensen)‏ هو مجدف دنماركي، ولد في القرن العشرين.

## وصلات خارجية
- مارتن سورنسن على موقع الاتحاد الدولي للتجديف (الإنجليزية)